# ТЕС Тенгіз
46°10′43″ пн. ш. 53°24′34″ сх. д. / 46.17861° пн. ш. 53.40944° сх. д.
ТЕС Тенгіз — теплова електростанція, що входить до комплексу облаштування унікального нафтового родовища Тенгіз. 
Для обслуговування потреб тенгізького промислу спорудили власну теплову електростанцію, яка використовує встановлені на роботу у відкритому циклі газові турбіни та наразі має три майданчики: 
- введений в дію у 1999 – 2000 роках із чотирма турбінами потужністю по 34 МВт;
- майданчик з двома турбінами потужність по 34 МВт та однією турбіною з показником 43 МВт, що стали до ладу в 1999 та 2006 роках відповідно;
- введений в дію у 2007 роках із двома турбінами потужністю по 122,4 МВт. Особливістю черги є наявність двох котлів-утилізаторів, які живляться відпрацьованими турбінами газами та здатні продукувати до 450 тон пари на годину (останній показник досягається за умови використання допоміжних пальників).
В межах проекту розширення комплексу Заводом третього покоління, який планується ввести у дію в 2024 році, енергетичні потужності Тенгізу доповнять п’ятьма встановленими на роботу у відкритому циклі газовими турбінами потужністю по 130 МВт. Їх виготовили на заводі Baker Hughes General Electric у італійській Каррарі зібраними у великі модулі вагою по 3500 тон з розмірами 60х15х25 метрів, які доправили до місця призначення водним транспортом.
Як паливо станція споживає газ, що надходить від комплексу підготовки нафти та газу родовища Тенгіз.
Надлишкова електроенергія може видаватись по ЛЕП, що працюють під напругою 110 кВ.